# Хосе Луїс Арілья
Хосе Луїс Арілья (ісп. José Luis Arilla; нар. 5 березня 1941) — колишній іспанський тенісист.
Найвищим досягненням на турнірах Великого шолома був фінал в парному розряді.

## Фінали турнірів Великого шолома

### Парний розряд (1 поразка)
| Результат | Рік  | Турнір            | Покриття | Партнер       | Суперники               | Рахунок             |
| --------- | ---- | ----------------- | -------- | ------------- | ----------------------- | ------------------- |
| Поразка   | 1960 | Чемпіонат Франції | Ґрунт    | Андрес Хімено | Рой Емерсон Ніл Фрейзер | 2–6, 10–8, 5–7, 4–6 |